# Cuore mio/Non tentare di bussare
Cuore mio/Non tentare di bussare è un singolo della cantante italiana Wilma De Angelis pubblicato nel 1978 dalla casa discografica New Star Records.

## Tracce
1. Cuore mio (Di Angelo Camis, Claudio Ventre e Giovanni Corrente)
2. Non tentare di bussare